# 495181 Rogerwaters
495181 Rogerwaters este o planetă minoră (asteroid) din centura de asteroizi. A fost descoperită pe 15 august 2012 la  de Michał Żołnowski⁠(d) și a fost numită după Roger Waters. 
Obiectul prezintă o orbită caracterizată de o semiaxă mare de 2,6408643804627 UAi, o excentricitate de 0,28, o înclinație de 15 ° în raport cu ecliptica.